# (32721) 2335 T-3
2335 T-3 (asteroide 32721) é um asteroide da cintura principal. Possui uma excentricidade de 0.05786630 e uma inclinação de 3.02818º.
Este asteroide foi descoberto no dia 16 de outubro de 1977 por Cornelis Johannes van Houten e Ingrid van Houten-Groeneveld e Tom Gehrels em Palomar.